# Peanuts
Peanuts (subtitulada featuring Good ol' Charlie Brown), también conocida como Snoopy, Rabanitos, Charlie Brown o Carlitos es una tira de prensa creada y ampliamente desarrollada por Charles M. Schulz desde 1950 hasta su muerte en 2000. Schulz siempre detestó el título de Peanuts (cacahuetes o maníes), impuesto por su editor original. Peanuts es uno de los cómics más populares e influyentes de la historia, con 17.897 tiras publicadas en total, lo que la convierte en «posiblemente la historia más larga jamás contada por un ser humano». En el momento de la muerte de Schulz, en 2000, Peanuts se publicaba en más de 2.600 periódicos, con unos 355 millones de lectores en 75 países, y se había traducido a 21 idiomas. Ayudó a consolidar la tira cómica de cuatro viñetas de Yonkoma como estándar en Estados Unidos, y, junto con sus productos, hizo ganar a Schulz más de 1.000 millones de dólares. En 2015, adaptación cinematográfica fue estrenada por Blue Sky Studios.
Schulz dibujó la tira durante casi 50 años, sin ayudantes, incluido el proceso de rotulado y coloreado.
Peanuts se centra en un círculo social de niños pequeños, donde los adultos existen pero rara vez se les ve u oye. El personaje principal, Charlie Brown, es manso, nervioso y carece de confianza en sí mismo. Es incapaz de volar una cometa, ganar un partido de béisbol o chutar un balón de fútbol que sujeta su irascible amiga Lucy, que siempre se lo quita en el último instante. Peanuts es una tira literaria con tintes filosóficos, psicológicos y sociológicos, innovadora en la década de 1950. Su humor es psicológicamente complejo y está impulsado por las interacciones y relaciones de los personajes. El cómic ha sido adaptado en animación y teatro. Peanuts también tuvo un considerable éxito con sus especiales televisivos, varios de los cuales fueron candidatos a los premios Emmy, y algunos los ganaron. La adaptación cinematográfica de Peanuts, The Peanuts Movie, fue anunciada en octubre del 2012, se trata de una película animada por computadora cuyas primeras imágenes fueron mostradas en marzo de 2014. Está producida por Blue Sky Studios y dirigida por Steve Martino, se estrenó el 19 de octubre de 2015.

## Historia
En 1947, Charles Schulz dibujó una tira llamada Li'l Folks para un periódico de su ciudad natal, el St. Paul Pioneer Press. Li'l Folks se publicó semanalmente durante cuatro años. Cuando Schulz pidió que la tira fuese diaria, acabó siendo despedido.
En 1948, Schulz vendió un panel de tira cómica para el Saturday Evening Post y continuó vendiéndolos entre 1948 y 1950.
En 1950, Schulz fue a Nueva York con muchos proyectos de dibujos para una reunión que fue muy importante en su carrera con la compañía editora United Feature Syndicate (UFS). Y el día 2 de octubre de 1950, Peanuts, hizo su estreno en siete periódicos de Estados Unidos e inmediatamente se transformó en un gran éxito.
El éxito de las tiras en los periódicos fue tan grande que a partir de 1965 se realizaron especiales animados de los personajes en televisión, siendo el primero de ellos A Charlie Brown Christmas, y hasta la fecha se han producido 45 especiales; fueron producidos otros tres especiales navideños: It's Christmastime Again, Charlie Brown (1992), Charlie Brown's Christmas Tales (2002) y I Want a Dog for Christmas, Charlie Brown (2003). La popularidad se hizo aún mayor, llevando la creación de varios productos con el tema Peanuts, desde cuadernos y camisetas hasta pastas de diente. Peanuts tuvo también una serie animada llamada The Charlie Brown and Snoopy Show y cuatro películas para cine. A Boy Named Charlie Brown, Snoopy, Come Home, A Correr Carlitos y Bon Voyage Charlie Brown (and don't come back!).
En diciembre de 1999, Schulz anunció su despedida de Peanuts, debido a problemas de salud. Las tiras diarias cesaron el 3 de enero del 2000 y las dominicales continuaron saliendo por unas semanas más. Charles Monroe Schulz falleció en Santa Rosa, California, la madrugada del 12 de febrero de 2000, a los 77 años de edad. Ese mismo día se publicó la última tira dominical de Peanuts con un mensaje de despedida de su autor.

## Cronología
- 2 de octubre de 1950: lanzamiento de la tira diaria "Peanuts" en siete de los grandes periódicos norteamericanos.
- 16 de noviembre de 1952: Lucy recoge, por primera vez, la pelota de Carlitos (Charlie Brown).
- 1 de junio de 1954: Linus muestra por primera vez, su famosa manta de seguridad.
- 9 de enero de 1956: la primera vez que Snoopy anda sobre dos patas.
- 23 de agosto de 1959: llega Sally.
- 11 de marzo de 1960: se descubre que el padre de Charlie Brown es barbero.
- 19 de noviembre de 1961: Charlie Brown se enamora de la pequeña pelirroja.
- 4 de abril de 1967: aparece el pájaro Woodstock.
- 19 de mayo de 1969: Charlie Brown y Snoopy participan en la aventura del Apolo 10 como mascotas.
- 20 de julio de 1971: Marcie llama a Peppermint Patty "Señor" por primera vez.
- 20 de noviembre de 1973: se emite el programa de dibujos animados  " A Charlie Brown Thanksgiving", que gana un premio Emmy.
- 21 de enero de 1974: aparece Re-Run.
- 7 de enero de 1980: Peppermint Patty responde correctamente a una pregunta en clase.
- 1 de agosto de 1983: se pone en marcha el "Peanuts Collector Club" y su sección de correo.
- 1 de julio de 1984: "Peanuts" se publica en al menos un total de 2.000 periódicos en todo el mundo.
- 4 de noviembre de 1985: Sally inicia su búsqueda del Cometa Halley.
- 1 de octubre de 1989: se publica "Good Grief", la primera biografía autorizada de Charles M. Schulz.
- 24 de septiembre de 1990: Pig Pen intenta convertirse en el dueño de la clase.
- 21 de abril de 1991: Lucy atrapa una pelota de béisbol.
- 1 de septiembre de 1991: Schroeder se convierte en el portavoz nacional del mes del piano.
- 30 de marzo de 1993: Charlie Brown consigue su primer "home run" en un partido de béisbol.
- 6 de agosto de 1993: Sally descubre la popularidad de su familia al comprobar que aparece en el lístin telefónico.
- 12 de febrero de 2000: Charles M. Schulz fallece víctima de un cáncer al colon. Tenía 77 años. La última tira de Peanuts se publica al día siguiente.
- 27 de mayo de 2000: Charles M. Schulz recibe, a título póstumo, el premio "Lifetime Achievement" de la National Cartoonist Society. Ese mismo día, varias historietas de prensa realizaron distintos homenajes a Schulz y a Peanuts.
- 2015: Blue Sky Studios lanza una versión cinematográfica titulada "The Peanuts Movie".

## Personajes principales
- Snoopy
- Charlie Brown (Carlitos)
- Woodstock
- Sally Brown (Sally)
- Linus Van Pelt (Lino)
- Lucy Van Pelt (Lucy)
- Schroeder
- Peppermint Patty (Pecas Patty)
- Marcie
- Franklin
- Pig Pen
- Joe Cool (Snoopy)

Cartel con los personajes principales

En los episodios de la serie de dibujos animados en los que intervienen adultos, estos casi siempre parecen ser sumamente estrictos y poco razonables (sus voces siempre son variedades de «Blwa-Blwa» o Blwa, «Blwa-Blwa-Blwa-Blwa, Blwa-Blwa»), ya que a pesar de las quejas que les manifiestan los niños, jamás admiten razones, mucho menos excusas, y frecuentemente logran que los niños manifiesten a voces su intensa tristeza o su enojo, pero la mayoría de las veces terminan siendo regañados por el adulto.

## Valoración e influencia
Peanuts aparece como la tira de prensa más grande de su tiempo, sin que ninguna de las posteriores, salvo Calvin & Hobbes (1985-1996), puedan colocarse a su altura. En cambio, muchos de los representantes del movimiento de la novela gráfica se sienten deudores de la misma: Seth, Chris Ware, etc.
Según el propio Chris Savino, Peanuts es una de la muchas inspiraciones que tuvo para crear The Loud House.

## Videojuegos
Peanuts tuvo un gran número de videojuegos lanzados únicamente en Japón, que solo tres de ellos llegaron a América (Snoopy Tennis para Game Boy Color, Snoopy's Magic Show para Game Boy y Snoopy's Silly Sports Spectacular para Nintendo Entertainment System). Solamente hubo un juego de origen estadounidense llamado Snoopy's Grand Adventure basado en la película de 2015 "The Peanuts Movie", para consolas PlayStation 4, Wii U y Nintendo 3DS.

## Lista de episodios de Snoopy y sus amigos
La serie de Discovery Kids, Snoopy y sus amigos, se estrenó en el 2015 para celebrar el aniversario 65 de Peanuts, de la misma forma que se estrenó la película The Peanuts Movie. Cuenta con un total de 104 episodios.
| N.º Episodio | Título                                |
| --- | ------------------------------------- |
| 1 | «¡Vamos, Snoopy!»                     |
| - Sally lleva a Snoopy a la escuela para su reporte de los animales. - Lucy recibe a Snoopy de paciente en psicología porque Charlie Brown le contó que tenía un problema. - Lucy y Snoopy terminan peleando y tocándose las lenguas. - Charlie Brown le dice a Snoopy que estuvo actuando muy independiente. - Snoopy, estando dormido, molesta a Charlie Brown mientras él ve televisión. |                                       |
| 2 | «Compinches»                          |
| - Patty se queda dormida de cabeza en la escuela y contestando. - Patty nuevamente se queda dormida de cabeza en la escuela cuando tenía que ver una película para aprender. - Sally hace un reporte sobre la importancia de leer. - Sally le pide ayuda a Charlie Brown con sus tareas. - Sally obtiene una "C" en su trabajo de escultura de alambre. |                                       |
| 3 | «No te preocupes, Charlie Brown»      |
| - Charlie Brown le explica a Snoopy que no son las 6 sino las 5 por el horario de verano. - Charlie Brown le da banderas a Snoopy para cuando quiera comer. - Charlie Brown espera a que Snoopy lo rescate de un árbol por volar una cometa. - Snoopy no acepta lo que Charlie Brown le da de comer. - Lucy le dice a Charlie Brown que tiene que comenzar a pensar en ser presidente. |                                       |
| 4 | «Ten un buen día, Linus»              |
| - Lucy guarda la manta de Linus en el armario para que él pueda aguantar dos semanas sin tenerla. - Linus tiene una astilla en el dedo. - Linus le avisa a Charlie Brown que la señorita Othmar (su maestra) regresó, y después le explica que a ella no le interesa el dinero que recibe por enseñar. - Linus y Sally tienen un almuerzo juntos en una banca en donde Sally se enamora de Linus mientras que él termina siendo golpeado por una pelota de fútbol. Nota especial: La última escena de este episodio marca el inicio del romance entre Linus y Sally. |                                       |
| 5 | «La niña pelirroja»                   |
| - Charlie Brown le escribe una carta a "La niña pelirroja" con ayuda de Linus. - Charlie Brown le pide a Linus que hable con "La niña pelirroja" en su lugar. - Cuando Charlie Brown le guiña el ojo a "La niña pelirroja" para llamar su atención, inmediatamente la maestra lo manda con la enfermera, quien después lo manda al doctor de ojos. - Cuando "La niña pelirroja" se va a mudar, Linus le da un empujón a Charlie Brown para que pueda despedirse de ella. |                                       |
| 6 | «Deportes divertidos»                 |
| - Patty presenta su reporte escolar acerca de lo que hizo en el verano. - Marcie le muestra a Patty algunas de las gorras de béisbol que preparó. - Charlie Brown se molesta con Lucy porque ella no puede atrapar la pelota de béisbol. - Patty le dice a Marcie que tiene que practicar sus ataques de fútbol. - Sally aprende a jugar fútbol con Linus, y cuando ella patea el balón de fútbol hacia arriba piensa que no volvió a bajar. |                                       |
| 7 | «La música nos hace felices»          |
| - Lucy le cuenta a Charlie Brown que le gusta el sonido de las monedas. - Schroeder les explica a Snoopy y Woodstock quién fue Beethoven. - Lucy besa por accidente a Snoopy cuando intenta hacerlo con Schroeder. - Lucy le explica a Schroeder la tortura de los recuerdos de un amor perdido. - Charlie Brown comprende que Snoopy expresa su vida bailando. Nota especial: La tercera escena de este episodio marca el inicio del romance entre Lucy y Schroeder. |                                       |
| 8 | «El juego de béisbol»                 |
| - Charlie Brown les dice a todos que el juego de béisbol tiene que ser perfecto. - Lucy le pregunta a Charlie Brown qué frases puede decir ella en el béisbol. - Lucy no encuentra su guante de béisbol cuando lo tiene en su cabeza. - Charlie Brown le sugiere a Lucy que se vaya a su casa a tomar una limonada helada. - A Charlie Brown casi lo dejan sin ropa cuando batean la pelota. |                                       |
| 9 | «Amor, dulce, amor»                   |
| - Charlie Brown intenta explicarle el amor a Patty. - Lucy le explica a Schroeder que una flor siempre es un obsequio de amor. - Lucy le explica a Charlie Brown que su problema con "La niña pelirroja" es matemático. - Lucy le cuenta a Schroeder que le da miedo envejecer. - Lucy descubre que es una buena comediante para Schroeder (de forma inesperada). |                                       |
| 10 | «La señorita Othmar»                  |
| - Linus piensa que le agrada a su maestra (la señorita Othmar) por la forma en que ella dijo su nombre. - Cuando la señorita Othmar no lo ve alzando la mano, Linus comienza a pensar que ella ya no le agrada. - Linus le avisa a Charlie Brown que la señorita Othmar va a dejar de ser su maestra porque decidió formar una familia. - Linus le avisa a Charlie Brown que la señorita Othmar volverá a ser su maestra, y después le explica que a ella no le interesa el dinero que recibe por enseñar. Nota: La última escena de este episodio también está en Ten un buen día, Linus. |                                       |
| 11 | «Conozcan a Frida»                    |
| - Charlie Brown conoce a Frida, una niña que es amiga de Linus y que se enorgullece de ser buena conversadora y tener el cabello rizado. - Frida le pide a Charlie Brown que sostenga a su gato mientras va a la biblioteca, y después este se lo entrega a Linus. - Frida descubre que a la gente no le gustan los gatos, como tampoco le gustan los dueños de los gatos. - Frida le sugiere a Snoopy que persiga a algunos conejos para disfrutar del día. - Cuando Frida descubre que Snoopy sigue dormido sobre su casita, ella le vuelve a sugerir la idea de perseguir conejos. |                                       |
| 12 | «Un día con Snoopy»                   |
| - Snoopy se enoja con Charlie Brown porque le trajo la comida 10 segundos tarde, pero después lo perdona. - Snoopy piensa que Lucy le dará como premio una golosina, pero resulta ser sólo una palmada en la cabeza. - Snoopy le avisa a Lucy que es la semana nacional de perros. - Lucy se molesta por ver a Snoopy bailar todo el día. - Empieza a llover durante la noche y Snoopy trata de dormir en la cama de Charlie Brown. |                                       |
| 13 | «Problemas técnicos»                  |
| - A Patty se le queda la nariz atrapada en su carpeta escolar. - Patty reprueba su reporte de historia, ¡y después su reporte le habla! - Charlie Brown intenta usar un compás, pero Sally lo sabe utilizar mucho mejor que él. - Lucy le explica a Charlie Brown que la vida es como un carrito de supermercado o estar en un crucero. - Patty llega a la escuela con el cabello mojado por la lluvia y después moja su reporte. - Escena extra: Patty le dice a su maestra que cuando se seque su cabello se verá distinto. |                                       |
| 14 | «Nadie me quiere»                     |
| - Charlie Brown le explica a Lucy que quiere agradarle a la gente. - Charlie Brown quiere que alguien le diga "Me gustas, Charlie Brown" para poder ser feliz. - Charlie Brown le da un ejemplo a Patty sobre el amor. - Charlie Brown le muestra a Lucy que él se deprime muy fácilmente. - Charlie Brown le explica a Lucy que siempre está preocupado por el futuro, entonces ella le enseña cómo enfrentarlo. |                                       |
| 15 | «El carácter de Lucy»                 |
| - Lucy le pregunta a Schroeder si Beethoven hubiera escrito mejor música si se hubiera casado. - Charlie Brown le explica a Lucy que las aves vuelan al sur durante el invierno, pero ella no le cree. - Lucy piensa que es un buen día para estar de mal humor porque está lloviendo. - Lucy se molesta mucho con Linus. - Lucy le pregunta a Schroeder si quiere darle lecciones de piano. - Escena extra: Lucy le dice a Linus que mire si sigue lloviendo y él le dice que no puede porque sus brazos son muy cortos. |                                       |
| 16 | «Para gustos se hicieron los colores» |
| - Patty se cree muy fea y Snoopy la puede animar. - Patty le pregunta a Charlie Brown si una niña como ella puede ser feliz. - ¡Se derrumbó el edificio de la escuela de Charlie Brown!, por lo que todos los alumnos se quedan en la escuela de Patty. - Patty le pregunta a Charlie Brown si la extrañó. - Charlie Brown inventa su propia filosofía personal. |                                       |
| 17 | «Viene la Navidad»                    |
| - A Patty no le gusta ser la más tonta de la clase, por lo que decide encontrar a alguien más tonto que ella. - Sally lleva una hoja de árbol a su escuela para mostrar y contar. - Patty intenta resolver un problema de matemática que le resulta muy difícil y agotador. - Charlie Brown les cuenta a Linus y Sally que cada vez que él pasa junto a la casa de "La niña pelirroja" saluda a la abuela. - Sally le escribe una carta a Papá Noel acerca de que tiene que hacer dieta. |                                       |
| 18 | «TBA»                                 |
| 19 | «Patty cambia de colegio»             |
| - Cuando sus padres están dispuestos en llevarla a una escuela privada, Patty recibe la sugerencia de Snoopy de ir a la Escuela de Obediencia ASE, que resulta ser una escuela para perros. - Charlie Brown le advierte a Snoopy que va a tener grandes problemas con Patty. - Patty consiguió su diploma de la Escuela de Obediencia ASE para graduarse, pero Charlie Brown trata de explicarle el tipo de escuela que es en realidad. - Snoopy ahora le sugirió a Patty regresar a su antigua escuela, pero cuando el director ve el diploma que consiguió Patty, él mismo le revela la gran verdad. |                                       |
| 20 | «TBA»                                 |
| 21 | «La novela de Snoopy»                 |
| - Snoopy escribe su propia novela. - Lucy le dice a Snoopy algunas críticas sobre cómo debe ser una buena novela. - Snoopy sigue con su novela, pero Lucy le hace más críticas para hacerla mejor. - Snoopy escribe su propia historia llamada "El perro que nunca hacía nada". - Snoopy está en la escuela de Charlie Brown tomando un examen. |                                       |
| 22 | «Sin compromisos»                     |
| - Charlie Brown se queda atorado en un árbol por volar una cometa y Snoopy no lo rescata. - Lucy le enseña a Charlie Brown cómo hablarle a una cometa. - Lucy entrena a Charlie Brown para volar cometas. - Charlie Brown ve a Patty volar una cometa. - Patty le dice a Charlie Brown que él le sería de ayuda para su equipo de béisbol "Pelícanos". |                                       |
| 23 | «Un amigo verdadero»                  |
| - Charlie Brown, como todas las noches, le lee a Snoopy "Los seis conejitos de la suerte". - Sally tiene que escribir un reporte corto. - Charlie Brown y Sally están en la playa y la pelota vuelve del agua. - Linus se compra un sándwich en el cumpleaños de su hermana Lucy. - Frida conoce a Lucy y después le dice a Linus que una manta es una buena idea. |                                       |
| 24 | «Blanco y negro»                      |
| - Lucy les pide a todos que firmen un papel. - Lucy le dice a Schroeder que estuvo escribiendo un libro sobre Beethoven. - Lucy le dice a Schroeder que Beethoven era una mala influencia. - En su último partido de béisbol, Lucy le pide a Charlie Brown que firme una petición. - Lucy inventa su propia tradición por el cumpleaños de Beethoven para que Schroeder le compre un regalo. |                                       |
| 25 | «TBA»                                 |
| 26 | «Perro loco»                          |
| - Snoopy juega con Linus a lanzar la bola. - Snoopy y Charlie Brown saltan a la piscina, pero Snoopy lo hace diferente. - Snoopy persigue a Lucy durante todo el día y ambos terminan peleando. - Snoopy practica traer el periódico, pero no se lo da a Charlie Brown. - Snoopy anda como loco con su plato de comida y luego se sirve su comida él mismo. |                                       |
| 27 | «Las maravillas de invierno»          |
| - Está nevando y Lucy quiere que pare de nevar, mientras que Linus hace su propia colección de copos de nieve. - Snoopy le lanza una bola de nieve a Lucy, pero después se arrepiente. - Lucy y Linus construyen cosas con la nieve. - Woodstock mira las decoraciones navideñas de los demás y le pide ayuda a Snoopy para decorar su árbol. - Charlie Brown ayuda a Linus a escribirle una carta a Santa Claus. - Escena extra: Lucy cree que alguien está escondido detrás de un árbol con una bola de nieve. |                                       |
| 28 | «De vuelta a la escuela [1]»          |
| - Sally se va a un campamento de puf y después engorda. - Sally le pregunta a Charlie Brown cuándo vuelven a la escuela. - Linus le explica a Sally lo que pasa si alguien se rehúsa a ir a la escuela. - Charlie Brown y Sally van a tomar el autobús, pero llegan tarde. - Charlie Brown y Sally llegan antes a la parada del autobús para no perderlo. |                                       |
| 29 | «Un nuevo amigo»                      |
| - Sally conoce a Eudora en su campamento, pero Eudora tiene mucho miedo. - Sally y Eudora tienen que dormir afuera en su campamento, pero a Eudora no le gustaría que algo le cayera en la cabeza. - Sally y Eudora van a pescar en el campamento. - Sally, Eudora y Linus toman notas de nombres de árboles. - Linus le regala su manta a Eudora. |                                       |
| 30 | «Cuentacuentos»                       |
| - Snoopy escribe un cuento que a Linus le parece extraño. - Snoopy escribe una historia anti-gatos y Lucy la lee. - Snoopy escribe una historia y la convierte en una obra. - Lucy le dice a Snoopy que si él no puede escribir una historia, mejor que escriba una biografía. - Snoopy escribe una biografía de su vida y Charlie Brown la lee. |                                       |
| 31 | «Ser amables»                         |
| - Sally le quiere escribir una carta de agradecimiento a su abuela. - Patty le quiere comprar una tarjeta del "Día de las madres" a su papá. - Charlie Brown le pregunta a Sally qué le compró a su papá por el "Día del padre", pero Sally no sabía que existía el "Día del padre". - Patty se equivoca de número telefónico. - Patty decide quedarse en casa de Charlie Brown mientras su papá está afuera. - Escena extra: Sally hace una tarjeta para el "Día del padre". |                                       |
| 32 | «Hacerlo bien»                        |
| - Charlie Brown le da consejos a Patty para tener una mejor vida. - Lucy trata de ponerle a Charlie Brown su nombre en su bate de béisbol, pero lo arruina. - Lucy le dice a Charlie Brown que el mundo no empeora mientras ella esté en él. - Linus hace un proyecto escolar de dibujar a Lucy, pero a Lucy no le gusta como lo hace. - Lucy quiere que Linus haga todo por ella. |                                       |
| 33 | «Falso o verdadero»                   |
| - Patty tiene un examen de verdadero o falso en la escuela, pero lo resuelve haciendo mucho ruido. - Charlie Brown le da a Sally un calendario, pero a Sally le resulta muy difícil entenderlo. - Patty tiene un examen de matemáticas en la escuela, pero no lo entiende. - Charlie Brown ayuda a Sally con su tarea de multiplicaciones. - Patty tiene otro examen de verdadero o falso, en donde le dice a su maestra que algunos ven todo en color gris. |                                       |
| 34 | «Llegó el otoño»                      |
| - Snoopy observa cómo caen del árbol las hojas de otoño. - Linus le habla a las hojas de otoño, pero a Lucy no le gusta que haga eso. - A Patty se le atora su carpeta escolar en la cabeza y no se la puede quitar. - Patty quiere jugar con Marcie al fútbol en la lluvia, pero a Marcie se le empañan las gafas. - Patty se queda dormida en la clase y luego se despierta después de muchos sueños. |                                       |
| 35 | «Concurso de patinaje»                |
| - Patty y Snoopy patinan juntos. - Snoopy entrena a Patty para una competencia de patinaje. - Marcie trata de hacerle a Patty un traje de patinaje rojo, pero le sale mal. - Patty necesita ayuda para cortarse el cabello y luego se compra una peluca. - En el día de la competencia de patinaje, Patty descubre que era en realidad una competencia de patinaje sobre ruedas. |                                       |
| 36 | «Torneo de tenis»                     |
| - Snoopy y Woodstock juegan un partido de tenis. - Snoopy recibe a Molly Boleas como compañera de tenis en el dobles mixtos. - Snoopy y Molly Boleas juegan contra la Llorica Pupi y Benny el Faltas, quienes anotan puntos en tenis. - Snoopy y Molly Boleas tienen que jugar de nuevo contra la Llorica Pupi y Benny el Faltas. - Molly Boleas le dice a Snoopy que se ate los cordones, pero él tiene problemas. |                                       |
| 37 | «Sally»                               |
| - Sally necesita ayuda con su tarea. - Sally es molestada por un niño de la escuela que dice que ella rompió su regla. - Sally quiere enviarles tarjetas navideñas a varias personas. - Sally dibuja un mapa de todo el mundo para un proyecto escolar. - Sally le tiene miedo a un muñeco de nieve durante la noche. |                                       |
| 38 | «No es tu día»                        |
| - Charlie Brown tiene un problema de autoestima y Lucy le sugiere que intente silbar. - Lucy está enojada y decide recostarse en su puf. - Sally tiene su primera cita con Linus yendo al cine. - Patty tiene problemas para dormir. |                                       |
| 39 | «Un crudo invierno»                   |
| - Lucy y Linus tratan de darles de comer a las aves. - Charlie Brown lee el reporte nocturno de Snoopy. - Linus construye un ejército de muñecos de nieve que termina derritiéndose. - Charlie Brown debe firmar un largo contrato para poder limpiar el camino de la casa de Lucy. - Charlie Brown intenta volar una cometa cuando hace mucho frío, pero se congela. |                                       |
| 40 | «Una pequeña siesta»                  |
| - Snoopy quiere robar la manta de Linus. - Charlie Brown, Sally y Snoopy esperan el autobús. - Marcie le pone una carpeta en la cabeza a Patty para un reporte. - Patty le dice a la maestra que perforó las hojas de su carpeta. - Snoopy no puede dormir tranquilo sobre su casita, así que lo intenta con Charlie Brown. |                                       |
| 41 | «De boca en boca»                     |
| - Snoopy quiere comer galletas. - Sally quiere demostrarle a Snoopy que él tiene una buena vida. - Snoopy tiene hambre una hora antes de que la cena estuviera lista. - Sally le da de comer a Snoopy. |                                       |
| 42 | «El amor»                             |
| - Charlie Brown espera que le den tarjetas de San Valentín. - Charlie Brown hace tarjetas de San Valentín y las reparte sin éxito. - Sally y Linus van a jugar tenis, pero descubren que la cancha está ocupada por niños grandes. - Sally le dice en el cine a Linus que saldrá con cualquiera que esté detrás de ella en la fila, y resulta ser Snoopy. - Charlie Brown le hace una pregunta a Schroeder para dejarlo con Snoopy, pero termina siendo engañado. |                                       |
| 43 | «El amor está en el aire»             |
| - Patty va al baile de San Valentín con Chiquero (Pig Pen), quien después le envía una carta con tierra. - Sally quiere que Charlie Brown golpeé a Linus en la nariz por no enviarle una carta de San Valentín. - Marcie le patea a Charlie Brown en la espinilla. - Sally quiere sentarse junto a Linus en el cine, pero él no quiere. |                                       |
| 44 | «La campaña»                          |
| - Lucy le dice a Linus que sea el presidente de la escuela con Charlie Brown, el vicepresidente. - Sally le toma a Linus una foto de presidente junto a Snoopy. - Lucy le explica a Linus que ya tiene muchos votos para ser presidente. - Antes de ser presidente, Linus da un último discurso acerca de "La gran calabaza". - Lucy le dice a Charlie Brown que tiene que comenzar a pensar en ser presidente. Nota: La última escena de este episodio también está en No te preocupes, Charlie Brown. |                                       |
| 45 | «¡Vamos a la escuela!»                |
| - Sally le grita al edificio de la escuela varias cosas raras. - Charlie Brown le pregunta a Sally qué necesita para estar lista, y ella le responde "Un soborno". - Sally responde en un examen con respuestas de que cuando crezca haría varias cosas. - Sally le dice a Charlie Brown cosas sobre los números en cuales puedes confiar y en cuales no. - Sally se va en el autobús escolar con Eudora al museo de arte. |                                       |
| 46 | «Una buena limpieza»                  |
| - Chiquero y Charlie Brown se apresuran para no llegar tarde a la escuela. - Chiquero trata de ir al cine, pero después por su culpa nadie más pudo ver la película. - En un día muy caluroso Lucy le critica a Chiquero sobre la suciedad. - Chiquero va al cumpleaños de Lucy y ella le dice que es bienvenido. - Chiquero trata de ser más limpio, pero después estalla de polvo. |                                       |
| 47 | «Los hermanos»                        |
| - Lucy le pega a Linus; y cuando Linus le dice a Lucy que no le va a regalar nada en Navidad, ella le retira el golpe. - Lucy y Linus pelean por ver la televisión, ya que cada uno quiere ver su propio programa. - Linus le pregunta a Lucy qué día es, ya que los días impares usa el pulgar izquierdo y los días pares usa el pulgar derecho. - Lucy y Linus pelean otra vez por la televisión. - Lucy vuelve a casa enojada después de que Charlie Brown le dijo que no es perfecta, pero Linus le dice que sí fue perfecta al menos una vez. |                                       |
| 48 | «Mi amiga Marcie»                     |
| - Marcie ve que Patty se mueve de escritorio a escritorio hasta el de la maestra. - Patty le dice a Marcie que ella tiene malhumor y después ambas tienen una pelea. - Patty obtiene una "-Z" en su examen. - Marcie va a la casa de Charlie Brown porque tiene problemas. - Patty cree que sacó una "A" en su boleta, pero Marcie le explica que la "A" sólo forma parte de la palabra "boleta". |                                       |
| 49 | «Buen perro»                          |
| - Snoopy quiere hacer muchos adelantos en su cena. - Charlie Brown se va de viaje y Snoopy se queda en casa de Linus y Lucy. - Snoopy le roba la manta a Linus. - Woodstock se siente incómodo por el día de Acción de Gracias. |                                       |
| 50 | «Cosas extrañas»                      |
| - Linus y Sally juegan con un balón al que se le está saliendo el aire. - Sally va al cine a ver una película, pero cuando descubre que no le gusta se regresa a casa. - Linus quiere escribirle una carta a "La gran calabaza". - Sally se encuentra con Linus en la huerta de calabazas cuando él le escribe una carta a "La gran calabaza". - Linus le explica a Lucy la diferencia entre "La gran calabaza" y Papá Noel. |                                       |
| 51 | «Bueno para nada»                     |
| - ¡Un niño empujó a Sally!, por lo que ella le pide a Charlie Brown que lo golpeé. - Charlie Brown trata de escribirle una carta a su amigo por correo, pero escribe muy mal. - Charlie Brown va al centro comercial a ver a una niña que no recuerda. - Charlie Brown compra una caja de chocolates de San Valentín y Snoopy los quiere. - Snoopy no encuentra un lugar cómodo para ver la televisión con Charlie Brown. |                                       |
| 52 | «La nieve»                            |
| - Linus trata de escribirle una carta de Navidad a Santa Claus. - Sally se preocupa al pensar que Santa Claus podría no traerle un regalo de Navidad. - Snoopy y Woodstock juegan a atrapar copos de nieve arriba de la casa de Snoopy. - Como Schroeder no quiere ser el compañero de Lucy en la competencia de patinaje, Snoopy va en su lugar. - En el día de la competencia de patinaje, a Snoopy le agarra pánico escénico y sale corriendo sin participar. |                                       |
| 53 | «La manta de Linus»                   |
| - Lucy entierra la manta de Linus y él tiene que buscarla, y al final Snoopy la encuentra y se la entrega a Linus. - Lucy insulta a la manta de Linus y la manta la ataca. - Lucy vuelve a insultar a la manta de Linus provocando otro ataque que la obliga a salir de su casa. |                                       |
| 54 | «No está bien»                        |
| - Sally hace un reporte escolar sobre las hojas de otoño y sus patrocinadores. - Sally rompió un crayón de la escuela y piensa que la van a castigar por tomarlo sin permiso. - Sally trata de hacer un reporte escolar por escrito y luego hace uno con un par de imágenes. - Sally hace un reporte escolar sobre los océanos del mundo explicando dónde no hay. - Charlie Brown le dice a Sally que tendrán una lección de asistencia móvil, lo que significa que ahora irán a la escuela en autobús. |                                       |
| 55 | «De mal humor»                        |
| - Linus le dice a Lucy que tendrá 200 días agradables, 100 días muy alegres, 60 días de malhumor y 5 días malos. - Linus y Lucy pelean por ver la televisión porque quieren ver cosas distintas. - Linus y Sally juegan fútbol, pero luego Sally dice que nunca se tuvo que juntar con Linus. - Snoopy se enoja por recibir cartas de Lila. Nota especial: La tercera escena de este episodio marca el final del romance entre Linus y Sally. |                                       |
| 56 | «El mejor amigo»                      |
| - Snoopy le vuelve a robar la manta a Linus, pero esta vez lo pasea por todos lados. - Linus decide que abandonará a su manta, pero luego la quiere de vuelta y Snoopy la convierte en dos chaquetas. - Charlie Brown le compra una nueva manta a Linus justo cuando él había logrado pasar todo el día sin su manta, por lo que Linus se enoja. - Linus piensa que el gato del vecino tiene a Woodstock. - Charlie Brown y Linus tratan de adivinar qué clase de ave es Woodstock. |                                       |
| 57 | «Al aire libre»                       |
| - Lucy ve por primera vez el espectáculo de marionetas de Snoopy. - Snoopy y Woodstock van a pescar. - Lucy y Sally piensan en lo poco que los insectos saben del mundo. - Como Lucy ahora está a cargo de alimentar a Snoopy, ella piensa que lo tiene bajo su control. - Cuando Lucy ve que Charlie Brown no tiene muy bien controlada a su hermana Sally, ella le da unos consejos. |                                       |
| 58 | «Suertudo»                            |
| - Patty tiene un examen muy difícil y cree que debería hacerse a la antigua (a libro abierto), luego piensa que lo va a reprobar y cuando finalmente lo intenta consigue acertar. - La maestra de Patty la envía a la oficina del director por dormirse en clase. - Patty tiene que leer un libro durante las vacaciones navideñas y entonces le pide ayuda a Marcie. |                                       |
| 59 | «Snoopy, la superestrella»            |
| - Linus lee el reporte de Snoopy sobre "El juicio McGregor". - Linus ayuda a Snoopy con una carta de recomendación para ser juez de la suprema corte. - Snoopy hace un ensayo de su película "Joe Cool Popular en el Campus" con la ayuda de Linus, Lucy y Woodstock. - Snoopy realiza una actuación como "Joe Motocross" mientras entrena para el campeonato de motocross. |                                       |
| 60 | «Primer día de escuela»               |
| - Sally se prepara para el primer día de escuela. - Charlie Brown se siente nervioso cuando inicia la escuela, y Linus le demuestra que hay muchas cosas maravillosas para aprender. - Patty vuelve a quedarse dormida en clase una y otra vez moviendo su cabeza. - Linus reprueba un examen de verdadero o falso. - Patty entrega un reporte escolar en un sombrero y obtiene una "B+", pero luego descubre que Marcie obtuvo una "A" por hacer un reporte más largo y un sombrero más grande. |                                       |
| 61 | «Un perro especial»                   |
| - Lucy y Snoopy tienen una lucha de brazos. - Snoopy es el campeón de boxeo. - Lucy hace una carta y Linus le pega la estampilla en la cabeza. - Woodstock sufre un accidente cuando lo aplasta un balón de fútbol, por lo que Snoopy intenta curarlo. - Snoopy hace un ensayo de su película de terror "El Ataque del Buitre". |                                       |
| 62 | «Desafinado»                          |
| - Snoopy no quiere que Schroeder toque música porque quiere tocar su propia música en sólo una nota "Z" de dormir. - Patty y Marcie van a un concierto de música, pero Marcie se duerme. - Lucy decidió que ha terminado con Schroeder, pero ni siquiera comenzaron. - Patty y Marcie van a otro concierto de música y esta vez ambas se duermen. - Schroeder tiene pensado hacerle un retrato musical a Charlie Brown, pero no funciona. Nota especial: La tercera escena de este episodio marca el final del romance entre Lucy y Schroeder. |                                       |
| 63 | «¡Vamos, Charlie Brown!»              |
| - Cuando un bravucón empuja a "La niña pelirroja" y Charlie Brown no se anima a salvarla, Linus se encarga del problema. - Charlie Brown está atrapado en un "Salta la cuerda" realizado por Lucy. - Lucy le explica a Charlie Brown que su problema con "La niña pelirroja" es matemático. - Sally necesita la ayuda de Charlie Brown para hacer su tarea con el fin de convertirse en una persona rica y famosa. - Cuando Charlie Brown le guiña el ojo a "La niña pelirroja" para llamar su atención, inmediatamente la maestra lo manda con la enfermera, quien después lo manda al oculista. Nota 1: La tercera escena de este episodio también está en Amor, dulce, amor. Nota 2: La última escena de este episodio también está en La niña pelirroja. |                                       |
| 64 | «Educa a tu perro»                    |
| - Snoopy quiere ser nombrado "El perro del vecindario del año". - Snoopy tiene planeado descansar durante todo el día. - Charlie Brown le explica a Snoopy el nuevo sistema de cena de emergencia mientras él espera su cena. - Charlie Brown le avisa a Snoopy que su cena está lista y que debería comer adentro de la casa por la lluvia. - Snoopy lleva a un grupo de aves de excursión. |                                       |
| 65 | «Novatos»                             |
| - Patty le dice a Marcie que tiene que lanzarle el balón de fútbol cuando esté en el campo, pero Marcie se adelanta. - Charlie Brown y Patty hacen un intercambio de jardineros derechos entre Lucy y Marcie en el béisbol. - Linus, Patty y Marcie piensan en hacerle una cena de homenaje a Charlie Brown, pero después piensan que es una mala idea. - Marcie le dice a Patty que ya está lista para jugar al fútbol, pero no es cierto. |                                       |
| 66 | «Una linda pintura»                   |
| - Lucy le dice a Snoopy que nunca será un gran artista porque no acepta sugerencias. - Snoopy trata de pintar cuadros, pero Woodstock quiere formar parte de sus pinturas. - A Woodstock se le derriten unos pequeños muñecos de nieve a los que les puso sombreros. - Snoopy no puede dormir porque tiene miedo de que la luna caiga sobre su cabeza. - Snoopy hace un proyecto muy ambicioso acerca de ser el primer perro en pisar la luna. |                                       |
| 67 | «Una amiga maravillosa»               |
| - Charlie Brown trata de ayudar a Linus a hablarle a Lydia. - Linus se la encuentra a Lydia en la calle. - Lydia le dice a Linus cómo y por qué hacer una tarjeta de San Valentín. - Linus quiere conseguir la dirección de Lydia, pero no es tan fácil. |                                       |
| 68 | «Con la frente en alto»               |
| - Charlie Brown le cuenta a Linus sobre "El árbol comedor de cometas" después de que su cometa se estrellara en él. - Snoopy tiene problemas con la cometa de Charlie Brown. - Charlie Brown se va a comprar una goma de mascar para conseguir una tarjeta de béisbol. - Charlie Brown perdió un libro de la biblioteca y Lucy piensa que lo robó. - Charlie Brown tiene miedo de que la maestra lo llame antes de que suene la campana de la escuela. |                                       |
| 69 | «Juegos de invierno»                  |
| - Linus se divierte atrapando y comiendo copos de nieve con la lengua. - Linus construye una fortaleza de nieve que para él es impenetrable. - Lucy descubre que Linus puede hacer mejores muñecos de nieve que ella y que aun así él está a su merced por ser la hermana mayor. |                                       |
| 70 | «Mi hermano extraño»                  |
| - Linus descubre que su vocación es hacer sentir mejor a las aves acariciándoles la cabeza. - Lucy y Linus tienen una visita con la enfermera por una vacuna contra el sarampión. - Linus le pide a Charlie Brown que le escriba una carta a Santa Claus mientras él se la dicta. - Lucy le roba su manta a Linus. - Linus decide construir una pared de rocas para poder olvidarse de su manta. |                                       |
| 71 | «Un mal día»                          |
| - Linus le da un pergamino a Lucy para felicitarla por haber controlado muy bien su mal humor durante 1000 días. - Lucy les pregunta a Linus y Charlie Brown si creen que ella es malhumorada. - Lucy no se da cuenta de que Snoopy está tomando de su limonada mientras habla con Charlie Brown. - Lucy se pierde los huevos de Pascua que le regala Snoopy a todos los niños. - Linus le trae a Lucy un sándwich, unas galletas con chispas de chocolate y un vaso de leche para hacerla sentir mejor. |                                       |
| 72 | «Malentendido»                        |
| - Marcie es molestada por un niño en el autobús de camino a un campamento. - El niño que molesta a Marcie aparece y Patty trata de razonar con él. - Patty descubre que el niño que molesta a Marcie es en realidad un niño llamado Floyd que está enamorado de Marcie. - El campamento se acabó y Floyd trata de despedirse de Marcie de la manera más romántica posible, pero no tiene mucho éxito. |                                       |
| 73 | «Quiero paz»                          |
| - Lucy ayuda a Snoopy y a los exploradores Beagle con un poco de dinero. - Lucy hace un experimento con Linus y su manta para la feria de ciencia escolar. - Linus ya no soporta el mal humor de Lucy. - Lucy le cuenta a Linus que se siente extraña. - Linus termina aplastando a su propio castillo de arena antes de que Lucy pueda patearlo. |                                       |
| 74 | «Muy tierno»                          |
| - Sally cree que recibió una carta de amor de Linus. - Charlie Brown y Sally van a comprar nuevos útiles escolares. - Primero Sally piensa que va a reprobar sólo porque Charlie Brown no la ayuda con su tarea de leer un libro, y después piensa que en la vida no hay esperanza. - Charlie Brown ayuda a Sally leyéndole un libro y después hace el resumen del libro por ella. |                                       |
| 75 | «El más pequeño»                      |
| - Lucy echa a Linus de la casa. - Lucy y Linus tienen un nuevo hermano al que deciden ponerle de nombre Bis (significado de repetición). - Bis juega un juego de cartas con Snoopy y después da un paseo con él y Lucy. - Lucy le muestra la escuela a Bis y después lo acompaña en su primer día de escuela. - Linus le explica a Charlie Brown que ahora su mamá anda en bicicleta como ejercicio para perder peso, y que su hermano Bis la acompaña sentado en la parte posterior. |                                       |
| 76 | «Es amor»                             |
| - Charlie Brown y Patty piensan en el amor. - Charlie Brown quiere hablar con "La niña pelirroja" y darle un libro de poesía, pero tiene vergüenza. - Patty escribe una carta de amor para Charlie Brown, pero él la desecha por error. |                                       |
| 77 | «Filosofía»                           |
| - Sally desarrolla sus propias filosofías. - Después de que Linus es molestado por Frida, Charlie Brown le explica que no puede molestar a las niñas. - Lucy se molesta con su mamá por no haber cumplido su promesa de hacerle una fiesta de cumpleaños. - Charlie Brown y Lucy le explican a Linus cómo usar la tarjeta de la biblioteca. - Charlie Brown inventa su propia filosofía personal. Nota: La última escena de este episodio también está en Para gustos se hicieron los colores. |                                       |
| 78 | «Muy frío»                            |
| - Charlie Brown y Snoopy celebran juntos la Navidad. - Snoopy empieza a tener frío durante la noche. - Snoopy le lanza una bola de nieve a Lucy, pero después se arrepiente. - Lucy y Linus van a tener una guerra de bolas de nieve. - Después de que Lucy lo echa de la casa otra vez, Linus está decidido en darle una lección a su hermana. Nota: La tercera escena de este episodio también está en Las maravillas de invierno. |                                       |
| 79 | «Llueve y no deja de llover»          |
| - Empieza a llover durante la noche y Snoopy trata de dormir en la cama de Charlie Brown. - Lucy piensa que es un buen día para estar de mal humor porque está lloviendo. - Patty llega a la escuela con el cabello mojado por la lluvia y después moja su reporte. - Charlie Brown le avisa a Snoopy que su cena está lista y que debería comer adentro de la casa por la lluvia. - Patty quiere jugar con Marcie al fútbol en la lluvia, pero a Marcie se le empañan las gafas. Nota: Todas las escenas de este episodio también están en episodios anteriores (la primera en Un día con Snoopy, la segunda en El carácter de Lucy, la tercera en Problemas técnicos, la cuarta en Educa a tu perro y la última en Llegó el otoño).                        |                                       |
| 80 | «Somos un equipo»                     |
| - Frida va a entrar al equipo de béisbol de Charlie Brown, pero no quiere usar una gorra por su cabello rizado. - El equipo de béisbol de Charlie Brown logra ganar un partido sin él. - Lucy no encuentra su guante de béisbol cuando lo tiene en su cabeza. - Charlie Brown se molesta con Lucy porque ella no puede atrapar la pelota de béisbol. - Lucy empieza a decir varios motivos por los cuales se debe cancelar el juego de béisbol. Nota 1: La tercera escena de este episodio también está en El juego de béisbol. Nota 2: La cuarta escena de este episodio también está en Deportes divertidos. |                                       |
| 81 | «Todo por amor»                       |
| - Lucy cree que Schroeder es lindo. - Frida está en el piano de Schroeder. - Frida ofrece un regalo usado por San Valentín. Nota especial: En la primera escena de este episodio parece que el romance entre Lucy y Schroeder regresa, pero después en la segunda escena se marca el inicio de un nuevo romance entre Schroeder y Frida. |                                       |
| 82 | «Carta a Santa Claus»                 |
| Síntesis corta: Sally le pregunta a Santa por un trabajo. |                                       |
| 83 | «Mi mejor amigo [1]»                  |
| - Woodstock se siente incómodo por el día de Acción de Gracias. - A Patty no le gusta ser la más tonta de la clase, por lo que decide encontrar a alguien más tonto que ella. - Lucy y Linus tratan de darles de comer a las aves. - Snoopy y Woodstock juegan a atrapar copos de nieve arriba de la casa de Snoopy. - A Woodstock se le derriten unos pequeños muñecos de nieve a los que les puso sombreros. Nota: Todas las escenas de este episodio también están en episodios anteriores (la primera en Buen perro, la segunda en Viene la Navidad, la tercera en Un crudo invierno, la cuarta en La nieve y la última en Una linda pintura). |                                       |
| 84 | «Colores»                             |
| - Lucy ayuda a Linus a colorear un dibujo. - Lucy se entera de que Linus estuvo usando sus cosas. - Woodstock pinta mal un dibujo del libro de Snoopy, y luego Snoopy le enseña cómo se hace. - Lucy se molesta por los varios colores que tiene el cielo. - Linus dibuja en el aire. |                                       |
| 85 | «Confía en mí»                        |
| - Lucy finge que sostiene un balón de fútbol para que cuando Charlie Brown lo vaya a patear se lo levante. - A Charlie Brown no le gusta que haya dientes de león en su montículo de lanzador de béisbol. - Lucy ayuda a Charlie Brown a volar su cometa. - Charlie Brown está tan seguro de que su cometa volará. - Charlie Brown le cuenta a Linus que siente que no le agrada a nadie. |                                       |
| 86 | «De vuelta a la escuela [2]»          |
| 87 | «Lindo perrito»                       |
| Síntesis corta: Charlie Brown le cuenta a Linus la historia de cómo encontró a Snoopy. |                                       |
| 88 | «Un compañero»                        |
| - Bis se pregunta por qué no puede tener un perro. - Bis le dice a Linus que, como su hermano mayor, él es su ejemplo a seguir. - Después de que Bis gana un globo en un carnaval, lo deja irse volando y luego regresa a él. - Linus le enseña a Bis cómo inflar globos cuadrados. |                                       |
| 89 | «Las estrellas»                       |
| - Charlie Brown y Linus observan el cielo nocturno y lanzan piedras para alcanzar con ellas las estrellas. - Sally le teme a la noche y necesita respuestas rápido. |                                       |
| 90 | «Mi mejor amigo [2]»                  |
| - Patty quiere ser nombrada "La alumna más destacada del año", pero Marcie le gana. - Patty recibe malas calificaciones en el último día de clases. - Patty y Marcie van a volar un avión que resulta ser la casita de Snoopy. - Patty y Marcie siguen a Snoopy y a los exploradores Beagle para vivir una nueva vida: "La vida salvaje". |                                       |
| 91 | «Juguemos béisbol»                    |
| - Lucy empieza a decir varios motivos por los cuales se debe cancelar el juego de béisbol. - Lucy y Linus esperan que llueva de nuevo. - Marcie quiere ser animadora en vez de jugar. - Snoopy se convierte en el director del equipo de béisbol. - Charlie Brown, Snoopy y Woodstock le muestran a Lucy que correr es un buen ejercicio. Nota: La primera escena de este episodio también está en Somos un equipo. |                                       |
| 92 | «Bichitos»                            |
| - ¡Una extraña criatura está en el nido de Woodstock!, por lo que Linus y Snoopy tratan de averiguar qué clase de criatura es. - Lucy le pregunta a Linus de qué sirven los insectos. - Lucy y Sally piensan en lo poco que los insectos saben del mundo. - Bis y Snoopy descubren que hay insectos en el plato de comida de Snoopy. - Woodstock tiene problemas con los gusanos durante su día de pesca con Snoopy. Nota: La tercera escena de este episodio también está en Al aire libre. |                                       |
| 93 | «A volar»                             |
| - Woodstock usa a Snoopy como helicóptero para volar. - Linus le dice a Woodstock que él podría llegar a ser una paloma mensajera. - Woodstock quiere ir a la luna. - Linus le dice a Woodstock que él debería emigrar hacia el sur como lo hacen todas las aves. - Con ayuda de Linus, Woodstock se convirtió en granjero. |                                       |
| 94 | «Pronto será Navidad»                 |
| - Snoopy abre sus regalos antes de Navidad. - Charlie Brown quiere comprarle unos guantes a una niña como regalo de Navidad. - Bis quiere usar a Snoopy como reno para pasear en su trineo. - Charlie Brown no puede levantarse por culpa de su abrigo pesado. - A Charlie Brown le preocupa que Snoopy esté en una excursión con los exploradores Beagle cuando afuera hay una tormenta de nieve. |                                       |
| 95 | «Cuidado con el perro»                |
| - Linus tiene miedo cuando Snoopy imita a un buitre en un árbol. - Charlie Brown quiere averiguar por qué Snoopy y Woodstock le temen a los vampiros. - Charlie Brown lee una carta dirigida a Snoopy. |                                       |
| 96 | «Inseguridad»                         |
| Síntesis corta: Snoopy debe recuperar la manta de Linus de un gato. |                                       |
| 97 | «Tener la razón»                      |
| - Lucy quiere respeto. - Bis vende su arte. - Linus guía a Snoopy. |                                       |
| 98 | «Fuera de control»                    |
| - Linus descubre que es consciente de su lengua. - A Linus se le cae un diente y después recibe un cheque del Hada de los Dientes por 35 centavos. - Linus confunde a una vieja rama con una serpiente reina, por lo que después decide comprarse anteojos. - Linus cree que Lucy le va a colocar un gusano en sus manos. - Linus le dice a Lucy que tiene "El toque de oro" en sus manos. |                                       |
| 99 | «A mi manera»                         |
| - Linus y Snoopy se pelean por la manta. - Parte 1: Snoopy escribe su propia novela // Parte 2: Linus le cuenta su novela a Snoopy. - Parte 1: Lucy guarda la manta de Linus en el armario para que él pueda aguantar dos semanas sin tenerla // Parte 2: Cuando Charlie Brown no consigue hacer entrar en razón a Lucy para ayudar a Linus, Snoopy se hace pasar por un agente secreto muy bueno. Nota 1: La primera parte de la segunda escena también está en La novela de Snoopy. Nota 2: La primera parte de la última escena también está en Ten un buen día, Linus. |                                       |
| 100 | «Problemas»                           |
| - Patty descubre que no entiende las matemáticas como tampoco entiende la escuela. - Patty le pide a Marcie que le pase las respuestas durante un examen. - Patty hace un examen de ensayo sobre la Segunda Guerra Mundial. - Patty le explica a Marcie su teoría de que "Cuando una persona no está lista para un examen, todo su cuerpo se vuelve sospechoso". - ¡Patty ya no está en su clase!, y Marcie descubre que el escritorio de Patty, estando vacío, puede hacer ronquidos. |                                       |
| 101 | «Clásico»                             |
| - Lucy cuestiona la práctica de Schroeder. - Patty y Marcie van a un concierto. |                                       |
| 102 | «Empate»                              |
| - Linus lanza una bola de nieve contra Lucy y, aunque falla, Lucy se irrita. - Incluso después de haber escuchado las excusas de Linus, Lucy sigue pensando qué hará para devolverle la mala jugada. |                                       |
| 103 | «Woodstock y sus amigos»              |
| - Woodstock y otros pájaros organizan una protesta de aves. - Linus cree que Woodstock es un ganso canadiense. - Linus lee el diario del abuelo de Woodstock. - Woodstock escribe una carta en el "Día de la madre". - Woodstock se hace amigo de un hombre de nieve. |                                       |
| 104 | «El llamado de la naturaleza»         |
| Síntesis corta: Los muchachos hacen una excursión por el campo. |                                       |